# アルフォンソ13世 (戦艦)
| 写真は「エスパーニャ（Ⅱ）」へと改名後のもの | |
| 艦歴                                        | |
| 発注                                        | フェロル工廠 |
| 起工                                        | 1910年2月23日 |
| 進水                                        | 1913年5月7日 |
| 就役                                        | 1915年8月16日 |
| 退役                                        | |
| その後                                      | 1937年4月30日に戦没 |
| 除籍                                        | 1937年 |
| 性能諸元                                    | |
| 排水量                                      | 基準 15,452トン、満載 15,700トン |
| 全長                                        | 435 ft (133 m) (水線長) 459 ft 2 in (139.9 m) (全長) |
| 全幅                                        | 78 ft 9 in (24.0 m) |
| 吃水                                        | 25 ft 6 in (7.7 m) (満載時) |
| 機関                                        | ヤーロー式石炭・重油混焼水管缶12基 +パーソンズ式直結タービン(低速2基・高速2基)4基4軸推進 |
| 最大出力                                    | 20,000hp |
| 航続性能                                    | 10ノット/7,500海里 |
| 最大速力                                    | 19.5ノット (36.1 km/h) |
| 乗員                                        | 854名(士官+兵員) |
| 兵装                                        | ヴィッカース Mark H 30.5cm(50口径)連装砲4基8門 10.2cm(50口径)単装砲20基20門 3ポンド(76.2cm)単装高角砲4基4門 口径不明機銃2基 (1937年時：ヴィッカーズ Mark H 30.5cm(50口径)連装砲4基8門 10.2cm(50口径)単装砲12基12門 8.8cm(76口径)単装高角砲4基4門 2cm(65口径)機銃2基) |
| 装甲                                        | 舷側：230～150～75 mm 甲板：50～38～25mm 主砲： 254mm(前盾)、-mm(側盾)、-mm(後盾)、-mm(天蓋) バーベット部：250mm 司令塔：230mm |

アルフォンソ13世(Acorazado Alfonso XIII、アルフォンソ・トレセ）は、スペイン海軍の戦艦。エスパーニャ級の2番艦。後に「エスパーニャ (España)」と改名。

## 艦歴
フェロル海軍工廠で1910年2月23日起工。1913年5月7日進水。1915年8月16日竣工。
第一次世界大戦中はスペイン政府が中立の立場をとったため、戦闘に参加することなく沿岸の防衛に従事。1931年4月、革命による王政廃止により艦名が「エスパーニャ」に改められた（同級1番艦の「エスパーニャ」は1924年に事故喪失していた）。
その後のスペイン内戦ではフランコ側に属し、副砲をおろした上で旧式化した高角砲や機銃をドイツ製に交換するなどの小改装を受けている。1937年4月30日、ビスケー湾内でビルバオの封鎖作戦に従事中、サンタンデール近くのペナス岬沖で自軍の敷設した機雷に触れ大破沈没した。

## 参考図書
- 「世界の艦船増刊第22集　近代戦艦史」(海人社)
- 「世界の艦船増刊第30集　イギリス戦艦史」(海人社)
- 「世界の艦船増刊第83集　近代戦艦史」(海人社)